# Benjamin Edwards (Politiker)
Benjamin Edwards (* 12. August 1753 im Stafford County, Colony of Virginia; † 13. November 1829 in Elkton, Kentucky) war ein US-amerikanischer Politiker. Im Jahr 1795 vertrat er den Bundesstaat Maryland im US-Repräsentantenhaus.

## Werdegang
Benjamin Edwards besuchte die öffentlichen Schulen seiner Heimat und betätigte sich danach im Montgomery County in Maryland in der Landwirtschaft sowie im Handel. Gleichzeitig schlug er eine politische Laufbahn ein. Mehrere Jahre lang saß er im Abgeordnetenhaus von Maryland. Im Jahr 1788 war er Delegierter auf der Versammlung, auf der der Staat Maryland die Verfassung der Vereinigten Staaten ratifizierte. Dabei stand er der Bundesregierung unter Präsident George Washington nahe (Pro-Administration-Fraktion).
Nach dem Rücktritt des Abgeordneten Uriah Forrest wurde Edwards bei der fälligen Nachwahl für den dritten Sitz von Maryland als dessen Nachfolger in das damals noch in Philadelphia tagende US-Repräsentantenhaus gewählt, wo er am 2. Januar 1795 sein neues Mandat antrat. Bis zum 3. März desselben Jahres konnte er nur die laufende Legislaturperiode im Kongress beenden. Nach dem Ende seiner Zeit im US-Repräsentantenhaus zog Edwards in das Todd County in Kentucky. Er starb am 13. November 1829 in Elkton. Sein Sohn Ninian (1775–1833) machte im Bundesstaat Illinois eine politische Karriere als Gouverneur und US-Senator.